# Amorosa soledad
Amorosa soledad es una película de comedia dramática argentina de 2008 dirigida por Martín Carranza y Victoria Galardi. Narra la historia una joven que busca reconstruir su vida amorosa luego de la ruptura con su novio. Está protagonizada por Inés Efron, Fabián Vena, Nicolás Pauls y Mónica Gonzaga. La película se estrenó mundialmente el 26 de septiembre de 2008 en el Festival Internacional de Cine de San Sebastián, mientras que su estreno comercial en las salas de cines de Argentina fue el 5 de marzo de 2009.

## Sinopsis
Soledad es una joven hipocondriaca que se dispone a estar soltera por tres años luego de que su novio terminara la relación. Una tarde, Soledad conoce Nicolás (mismo nombre que el de su expareja) con quien comienzan a tener citas y observa un posible futuro en su vínculo, hasta que un día le llega una llamada telefónica de su ex quien le propone regresar y a partir de entonces Soledad deberá tomar una difícil decisión: volver con su ex o apostar a una nueva relación.

## Elenco
- Inés Efron como Soledad
- Fabián Vena como Nicolás 2
- Nicolás Pauls como Nicolás 1
- Mónica Gonzaga como Mamá de Soledad
- Ricardo Darín como Papá de Soledad
- Diego Velázquez como Javier
- Santiago Giralt como Darío
- Verónica Pelaccini como Ana
- Bruna Castro como Mili

## Recepción

### Comentarios de la crítica
La película recibió críticas positivas por parte de la prensa. Paraná Sendrós de Ámbito Financiero describió a la película como una «comedia simpática, suave, deliberadamente chiquita, bien armada, gozosa, no diremos impecable, pero sí gratamente recomendable», mientras que Inés Efron compone «un personaje encantador». Daniela Creamer de El Universo expresó que «Amorosa Soledad es una película encantadora e inteligente, una pequeña pero agradable sorpresa que nos ofrece el cine argentino contemporáneo».
En una reseña para Página 12, Horacio Bernades escribió «el debut en el largometraje de Carranza y Galardi es una comedia algo anoréxica, como su protagonista, pero que –como la espléndida Inés Efron– viene acompañada de una sonrisa contagiosa y unos ojazos que cuando se encienden echan chispas». El diario La Nación manifestó «la película está narrada con fluidez, ofrece buenos diálogos e inteligentes observaciones, irradia una gran frescura, ofrece una lograda música de Nico Cota y tiene no sólo a un excelente dúo protagónico, sino también a buenos personajes secundarios».

### Premios y nominaciones
| Lista de premios y nominaciones | Lista de premios y nominaciones                 | Lista de premios y nominaciones | Lista de premios y nominaciones | Lista de premios y nominaciones | Lista de premios y nominaciones |
| Año                             | Organización                                    | Categoría                       | Nominado/a(s)                   | Resultado                       | Ref(s)                          |
| ------------------------------- | ----------------------------------------------- | ------------------------------- | ------------------------------- | ------------------------------- | ------------------------------- |
| 2008                            | Festival Internacional de Cine de San Sebastián | Premio de la juventud           | Amorosa soledad                 | Ganador                         | [ 10 ]                          |
| 2009                            | Festival Pantalla Pinamar                       | Mención especial                | Amorosa soledad                 | Ganador                         | [ 11 ]                          |
| 2009                            | Premios Sur                                     | Mejor ópera prima               | Amorosa soledad                 | Nominado                        | [ 12 ]                          |